# مرض جلدي
المرض الجلدي، هو أي حالة طبية تؤثر على الجهاز اللحافي الذي يغطي الجسم. يتضمن النظام الأحيائي آنف الذكر: الجلد والشعر والأظافر وما يرتبط بهم من عضلات وغدد. وبشكل رئيسي، يعمل الجهاز اللحافي كحاجز يعزل الجسم عن الوسط الخارجي.
تضم الحالات التي تصيب الجهاز اللحافي البشري مجموعة واسعة من الأمراض تعرف باسم الجُلادات، بالإضافة إلى العديد من الحالات غير المرضية (كفرط ميلانين الظفر وأظافر المضرب التي تعتبر سليمة في بعض الحالات). تنجم معظم الشكايات الشائعة عن عدد قليل فقط من الأمراض الجلدية، ومع ذلك، وصفت الآلاف من الأمراض الجلدية. غالبًا ما يواجه تصنيف هذه الحالات العديد من التحديات، بسبب عدم معرفتنا لمعظم الآليات الإمراضية والعوامل المسببة. لذلك، تقدم معظم الكتب المدرسية الحالية تصنيفًا يعتمد على الموقع (على سبيل المثال، أمراض الغشاء المخاطي) والشكل (كأمراض التبثر المزمن) والسبب (كالأمراض الجلدية الناتجة عن العوامل الفيزيائية)، وما إلى ذلك. 
سريريًا، يبدأ تشخيص أي مرض جلدي عبر جمع المعلومات المرتبطة بالآفة (أو الآفات) الجلدية الحالية، وهذا يتضمن: الموقع (الذراعين أو الرأس أو الساقين) والأعراض (الحكة والألم) والمدة (حادة أو مزمنة) والنسق (مفردة أو معممة أو حلقية أو خطية) والشكل (بقع أو حطاطات أو حويصلات) واللون (أحمر أو أزرق أو بني أو أسود أو أبيض أو أصفر). قد تتطلب بعض التشخيصات أخذ خزعة من الجلد للحصول على معلومات نسيجية يمكن ربطها بالأعراض السريرية والتحاليل المخبرية. سمح التصوير الجلدي باستخدام الموجات فوق الصوتية بالكشف عن الأورام الجلدية والعمليات الالتهابية واضطرابات الأظافر وأمراض الشعر.

## الآفات

### الآفات الأولية
- البقعة: هي تغير في لون سطح الجلد بدون ارتفاع أو انخفاض، ولهذا تكون غير مجسوسة أو واضحة الحدود.[12] يختلف حجمها، ويقيس قطرها الأكبر أقل من 5[12] أو 10 ملم عمومًا.[18]
- اللطخة: هي بقعة كبيرة يقيس قطرها 5 أو 10 ملم أو أكثر،[18] اعتمادًا على تعريف المرء للبقعة.[3] قد تبدي اللطخة تغير طفيف في السطح كوجود قشور صغيرة أو تجعدات، ومع ذلك، لا تكون الآفة مجسوسة.[19]
- الحطاطة: هي ارتفاع صلب محدد من الجلد يخلو من السوائل المرئية. تتفاوت الحطاطات في أحجامها من آفات بحجم رأس الدبوس لآفات لا تتجاوز أقطارهن [12]5 أو 10 ملم عند أوسع مقطع (يختلف التعريف من مراجع لأخرى).[18]
- اللويحة: توصف اللويحة بأنها حطاطة عريضة أو التقاء حطاطات يبلغ قطرها 10 ملم أو أكثر.[18] تعرف أيضًا بكونها آفة مرتفعة تشبه الهضبة قطرها أكبر من عمقها.[19]
- العقيدة: تشبه الحطاطة في الشكل؛ فهي أيضًا آفة كروية مجسوسة لا يتجاوز قطرها 10 ملم، ولكنها تتميز عنها في توضعها الأعمق ضمن الأدمة أو تحت الجلد.
- الورم: يشبه العقيدة، لكن يتجاوز قطره 10 ملم.
- الحويصل: هو بثرة صغيرة أو ارتفاع محدد الحواف مملوء بسائل مصلي صافي.[20] بشكل عام، لا يتجاوز قطر الحويصل 5 أو 10 ملم عند أوسع مقطع.[18]
- الفقاعة: هي بثرة كبيرة أو آفة مستديرة غير منتظمة الشكل ضمنها سائل مصلي أو مصلي قيحي،[20] يساوي قطرها 5 أو 10 ملم أو أكثر،[18] اعتمادًا على تعريف المرء للحويصل.[3]
- البثرة: هي ارتفاع طفيف في الجسد يحتوي مادة عكرة أو قيحية تتكون عادةً من خلايا التهابية نخرية. قد تكون البثرة بيضاء أو حمراء اللون.[18]
- الكيسة: هي تجويف مبطن بخلايا ظهارية مملوء بسائل أو مادة صلبة أو شبه صلبة.[12]
- الانتبار: هو حطاطة أو لويحة حمراء شاحبة مسطحة أو مستديرة القمة. يتميز الانتبار بكونه آفة سريعة التلاشي تختفي في غضون 24 إلى 48 ساعة. تسمى الفقاعة المؤقتة المرتفعة من الجلد المشدود بموقع الحقن داخل الأدمة بالانتبار أيضًا. وفي كثير من الأحيان، توصف عملية الحقن في النصوص الطبية بصنع انتبار في الجلد.[12]
- توسع الشعيرات: يصف توسع الشعيرات تضخم الأوعية الدموية السطحية لتصبح مرئية.[19]
- النقب: يظهر النقب على شكل خط متعرج رمادي قليل الارتفاع. تحدث هذه الآفات نتيجة التعرض لكائنات حية ناقبة.[18][19]

### الآفات الثانوية
- القشارة: كتل كيراتينية صفائحية جافة أو دهنية تمثل طبقة متقرنة سميكة.[18][19]
- الجلبة: هي زهم أو قيح أو دم جاف ممزوج عادةً بحطام ظهاري وأحيانًا بكتيري.[12]
- التحزز: هو سماكة أدمية تتظاهر بثخانة جلدية مرئية وملموسة مع علامات جلدية بارزة.[3]
- التآكل: انقطاع في الجلد يوضح ضياع غير كامل في البشرة.[21] تكون الآفة رطبة ومحددة وعادةً ما تكون منخسفة.[22][23]
- التسحج: هو سحجة منقطة أو خطية ناتجة عن أسباب ميكانيكية (غالبًا خدش). يشمل التسحج عادةً البشرة فقط، ولكنه يصل عمومًا إلى الأدمة الحليمية.[18][23]
- القرحة: هي انقطاع في الجلد يوضح ضياع كامل في البشرة وتصل في كثير من الأحيان لأجزاء من الأدمة والطبقة الشحمية تحت الجلد.[21][23]
- الشق: هو أخدود في الجلد يكون عادةً ضيق الاتساع ولكنه عميق.[19][23]
- الجساوة: هي سماكة جلدية تجعل سطح الجلد أكثر سماكة وصلابة.[19]
- الضمور: يشير الضمور إلى الضياع النسيجي الذي قد يطال البشرة أو الأدمة أو الطبقة تحت الجلد.[18] في حالة ضمور البشرة، يبدو الجلد رقيق وشفاف وجعد،[19] بينما تظهر الحالتان الأخرتان كانخفاض في الجلد.[19]
- التعطن: هو حالة يصبح الجلد فيها طري أبيض اللون نتيجة تعرضه لرطوبة مستمرة.
- التسرر: هو الحالة التي تصف تشكل انخفاض في قمة الحطاطة أو الحويصل أو البثرة.[24]
- الفيمة: هي آفات حديبية الشكل قد تظهر على أي جزء خارجي من الجسم، كما هو الحال في العد الوردي.

### النسق
- يشير نسق الآفات إلى كيفية تجمعها موضعيًا (تنظيمها)، وهذا يختلف عن طريقة توزعها (انظر القسم التالي).
- تكدسي: تكون على شكل مجموعات.
- حلقي أو دائري: تتجمع بشكل حلقي.
- مقوس الشكل أو منحني: تتجمع بشكل قوسي.
- إصبعي: تتجمع بشكل مشابه للإصبع.
- قرصي أو دائري: تتجمع بشكل دائري أو قرصي.
- ذو شكل محدد: تتجمع لتعطي شكل محدد.
- قطروي: تتجمع بشكل مشابه للقطرات.
- ملتف: تتجمع بشكل ملفوف أو حلزوني.
- الهربسي: تظهر بشكل مشابه للآفات الهربسية.
- الخطي.
- الحلمي: تظهر على هيئة نتوءات مستديرة مشابهة للثدي.
- شبكي: تظهر بشكل مشابهة للشبكة.
- أفعواني: آفات بحواف مموجة.
- نجمي: تتجمع بشكل مشابهة للنجمات.
- هدفي: تتجمع بشكل مشابه لنقطة الهدف.
- ثؤلولي: تظهر بشكل مشابه للثآليل.

### التوزع
يشير التوزع إلى الطريقة التي تتوضع بها الآفات. قد تكون محصورة في منطقة واحدة (كما في اللطخة) أو في عدة أماكن. يرتبط التوزع بالعوامل التي تتأثر بها منطقة معينة. على سبيل المثال، يرتبط التهاب الجلد التماسي بالمواقع التي تثير فيها المواد المسببة للحساسية استجابة مناعية تحسسية. من المعروف أن فيروس الحماق النطاقي يعود (بعد إحداثه الأولي لجدري الماء) مرة ثانية ليسبب الهربس النطاقي. يظهر جدري الماء في كل مكان تقريبًا في الجسم، لكن يميل الهربس النطاقي إلى اتباع قطاع أو قطاعين جلديين. على سبيل المثال، قد تظهر الاندفاعات على مسار حمالة الصدر في أحد الجانبين أو كليهما.
- معمم.
- متناظر: يشابه أحد الجانبين الآخر تمامًا.
- ثنيوي: على الوجه الأمامي للأصابع.
- باسط: على الوجه الظهري للأصابع.
- مذحي: في موضع تحتك أو تتلامس فيه منطقتين جلديتين.
- حصبي الشكل: تقلد فيها الآفات توزع الحصبة.
- راحي أخمصي: تتوزع الآفات على راحة اليد أو أخمص القدم.
- حول الفوهات: حول الفم مثلًا.
- حول الظفر/ تحت الظفر: حول أظافر أصابع اليدين أو القدمين.
- بلاشكوي: تتوزع الآفات على مسار خطوط بلاشكو في الجلد.
- توزع ضوئي: تتوزع على الأماكن التي يصل إليها ضوء الشمس.
- نطاقي أو قطاعي: يرتبط التوزع بعصب معين.

## أمثلة
- حب الشباب
- التهاب الجلد
- قرحة الفراش
- متلازمة بهجت
- قرحة
- الاكزيما
- سرطان الجلد
- البهاق
- حساسية المياه
- حكاك عقيدي

## أنواع الأمراض الجلدية
1. تساقط الشعر (الذي يؤدي إلى الصلع).
2. الثعلبة البقعية (بقعة في الجلد نتيجة فقدان الشعر في هذه المنطقة).
3. الصلع ويحدث في الرأس (تراجع الشعر إلى الوراء، أو فقدان شعر الرأس كاملاً لفترة مؤقتة أو دائمة.
4. حب الشباب (وهو مرض ياتي خاصة لدى الشباب في سن المراهقة وهو عبارة عن بثور تظهر في الوجه).
5. الجرب (هو مرض معدي يسبب حكة شديدة).[25]